# Vörösfülű cerkóf
A vörösfülű cerkóf (Cercopithecus erythrotis) a cerkóffélék családjába tartozó, Nyugat-Afrikában honos majomfaj.

## Megjelenése
A vörösfülű cerkóf kis, kb. macskaméretű majomfaj. Testhossza (farka nélkül) 36–51 cm, a hím átlagos testsúlya 3,6 kg, a nőstényé 2,9 kg. Testét barnás-sötétszürke agutiszínű (a szőrszálak szürkén-sárgán sávozottak) bunda borítja. Szemei körül a szőrzet kékesszürke, orra és fülhegyei téglavörösek, hegyes pofaszakálla élénksárga, torka pedig fehér. Igen hosszú, 60 cm-t is elérő farka rozsdavörös színű és fontos szerepet játszik az állat egyensúlyozásában. A fiatal cerkófok anyjuk köré tekerve félig-meddig fogni is tudnak vele. A többi cerkóf hangos kiáltásaitól eltérően csak halk trillázó hangokat hallat.
Két alfaja ismert:
- C. erythrotis erythrotis Bioko szigetén
- C. erythrotis camerunensis az afrikai kontinensen

## Elterjedése
Csak egy viszonylag kis kiterjedésű területen honos délkelet-nigériai Cross-folyó és a kameruni Sanaga-folyó között. Megtalálható még az Egyenlítői-Guineához tartozó Bioko szigetén is 1000 méteres magasságig.
Erdei állat, a síkvidéki és szubmontán trópusi erdők lakója. 

## Életmódja
Mindenevő; gyümölcsöket, leveleket, hajtásokat, rovarokat eszik. A magas fehérjetartalmú rovarok különösen a vemhes vagy szoptató nőstények táplálkozásában játszanak fontos szerepet.
A vörösfülű cerkófok csapatokban élnek, amelyek mérete a táplálék mennyiségétől függően 4-30 között változik. Leginkább az egy felnőtt hímből, kb. tíz nőstényből és kölykeikből álló csoport a jellemző. A csapaton belüli rangsor kevésbé szigorú, mint rokonaiknál. Általában egy adott territóriumon belül tartózkodnak és elkerülik a konfliktust a szomszédos csoportokkal. 
Szaporodásuk csak kevéssé ismert. A többi cerkóffaj nőstényei általában egy-háromévente adnak életet egyetlen kölyöknek, a vemhesség pedig öt-hat hónapig tart.
A cerkófok természetes ellenségei a kígyók és a ragadozó madarak; ha észreveszik őket figyelmeztető kiáltást hallatnak.

## Környezetvédelmi helyzete
A vörösfülű cerkóf a Természetvédelmi Világszövetség Vörös listáján sebezhető státusszal szerepel. 
Bár Biokón a leggyakoribb majomfaj, állománya az 1986-os 30 ezerről mára 20 ezerre csökkent. Főleg az erdőirtás és kisebb mértékben a vadászat fenyegeti. A faj szerepel a washingtoni egyezmény II. függelékében, vagyis kereskedelme korlátozott. Kamerunban és Nigériában védett. 